# Province de Kaga
Pour les articles homonymes, voir Kaga.
La province de Kaga (加賀国, Kaga no kuni) est une ancienne province du Japon qui constitue la partie sud de l'actuelle préfecture d'Ishikawa. Elle est bordée par les provinces d'Echizen, d'Etchū, de Hida, et de Noto. Sa capitale était Komatsu.
Elle fut longtemps le fief du clan Maeda, fief qui englobait aussi les provinces voisines de Noto et d'Etchū.
Pendant la période Muromachi, la province était possédée par le clan Togashi. Elle subit en 1488 la grande révolte des religieux Monto qui se soulevèrent. La révolte fut importante puisqu'elle comprit entre 100 000 et 200 000 révoltés contre leur seigneur Togashi Masachika. Ils établirent ensuite un gouvernement de fermiers appelé Hyakusho mochi no Kumi.